# Gaudêncio Rodrigues da Cunha

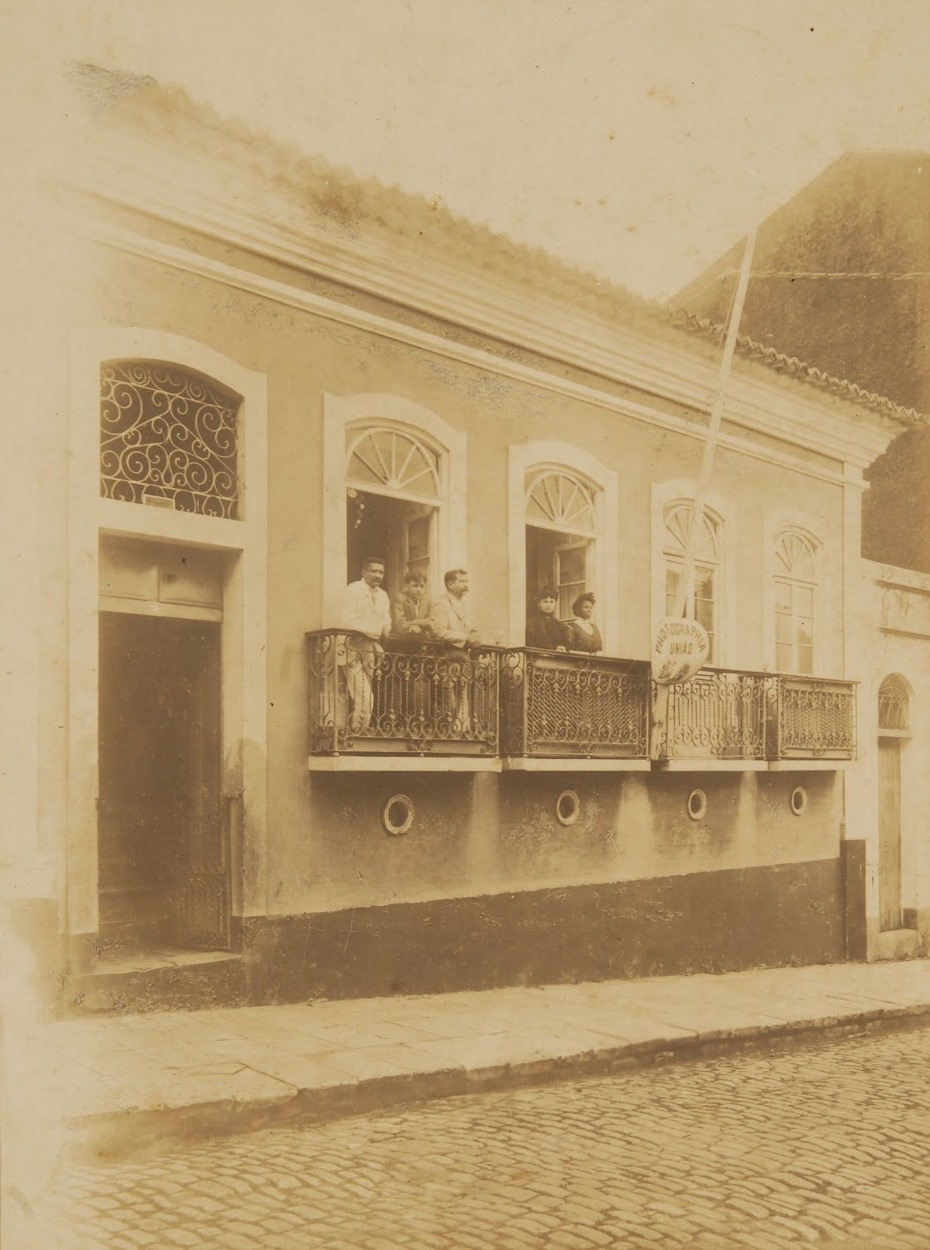
Estabelecimento da Photographia União em 1908

Gaudêncio Rodrigues da Cunha (Pará, ? - São Luís, 30 de março de 1920) foi um fotógrafo paraense que viveu entre as décadas de 1890 e 1920 no Maranhão, estado do qual fez importantes registros fotográficos. Gaudêncio ficou conhecido pela publicação do Album do Maranhão em 1908, que possui mais de 150 fotografias de São Luís e do interior maranhense, encomendado pelo então governador Benedito Leite para a divulgação do estado na Exposição Nacional de 1908 no Rio de Janeiro.
O primeiro ateliê fotográfico de Gaudêncio Cunha em São Luís foi a Photographia União, inaugurada em 29 de agosto de 1895 e localizada na Rua da Cruz, nº 47, no Centro Histórico. A Photographia União foi transferida para a Rua do Sol, nº 30 em 1899.